# Campionati del mondo di duathlon del 2017
I Campionati del mondo di duathlon del 2017 (XXVIII edizione) si sono tenuti a Penticton in Canada, nei giorni che vanno dal 19 al 21 agosto 2017.
Tra gli uomini ha vinto il francese Benoit Nicolas, mentre la gara femminile è andata all' australiana Felicity Sheedy-Ryan.
La gara junior ha visto trionfare il britannico Cameron Richardson e la svizzera Delia Sclabas.
Il titolo di Campione del mondo di duathlon della categoria under 23 è andato al britannico Richard Allen. Tra le donne si è aggiudicata il titolo di Campionessa del mondo di duathlon della categoria under 23 la francese Lucie Picard.

## Risultati

### Élite uomini
| Pos. | Atleta                | Paese       | Corsa    | Bici     | Corsa    | Totale   |
| ---- | --------------------- | ----------- | -------- | -------- | -------- | -------- |
|      | Benoit Nicolas        | Francia     | 00:30:58 | 01:06:48 | 00:15:39 | 01:54:05 |
|      | Emilio Martin         | Spagna      | 00:30:58 | 01:06:49 | 00:16:29 | 01:54:57 |
|      | Mark Buckingham       | Regno Unito | 00:30:56 | 01:07:48 | 00:15:47 | 01:55:14 |
| 4    | Yohan Le Berre        | Francia     | 00:30:58 | 01:07:44 | 00:16:13 | 01:55:33 |
| 5    | Benjamin Choquert     | Francia     | 00:30:58 | 01:07:47 | 00:16:38 | 01:56:02 |
| 6    | Richard Allen         | Regno Unito | 00:30:56 | 01:07:45 | 00:16:43 | 01:56:08 |
| 7    | Philip Wylie          | Regno Unito | 00:30:58 | 01:07:48 | 00:16:45 | 01:56:14 |
| 8    | Jan Petralia          | Belgio      | 00:32:01 | 01:06:43 | 00:17:14 | 01:56:43 |
| 9    | Javier Martin Morales | Spagna      | 00:31:32 | 01:07:06 | 00:17:29 | 01:56:47 |
| 10   | Adrien Briffod        | Svizzera    | 00:32:00 | 01:06:42 | 00:17:36 | 01:56:59 |
| 11   | Luke Pollard          | Regno Unito | 00:32:06 | 01:07:13 | 00:17:18 | 01:57:21 |
| 12   | Marcello Ugazio       | Italia      | 00:32:32 | 01:06:47 | 00:17:34 | 01:57:35 |
| 13   | Yennick Wolthuizen    | Paesi Bassi | 00:33:48 | 01:06:24 | 00:17:35 | 01:58:35 |
| 14   | Emmanuel Lejeune      | Belgio      | 00:30:58 | 01:08:45 | 00:18:21 | 01:58:47 |
| 15   | Nils Pennekamp        | Paesi Bassi | 00:32:37 | 01:08:18 | 00:17:25 | 01:59:04 |
| 16   | Anthony Haynes        | Regno Unito | 00:32:52 | 01:08:02 | 00:18:49 | 02:00:29 |
| 17   | Francisco Viana       | Brasile     | 00:33:20 | 01:07:34 | 00:19:46 | 02:01:20 |
| 18   | Robby Webster         | Stati Uniti | 00:30:59 | 01:14:56 | 00:18:18 | 02:05:03 |
| 19   | Yuya Fukaura          | Giappone    | 00:32:37 | 01:13:36 | 00:19:08 | 02:06:09 |
| 20   | Ryuichiro Misu        | Giappone    | 00:32:32 | 01:14:10 | 00:19:20 | 02:06:50 |
| 21   | Matt Smith            | Australia   | 00:32:25 | 01:13:40 | 00:20:13 | 02:07:27 |
| 22   | Stefan Daniel         | Canada      | 00:30:57 | 01:17:17 | 00:18:49 | 02:07:49 |
| 23   | Jesse Bauer           | Canada      | 00:33:45 | 01:14:40 | 00:19:13 | 02:08:21 |
| 24   | Carlos Daniel Chavez  | Messico     | 00:32:18 | 01:14:18 | 00:22:09 | 02:09:45 |
| 25   | Masaaki Kurihara      | Giappone    | 00:33:21 | 01:18:05 | 00:20:31 | 02:12:42 |
| 26   | Matthew Sheeks        | Stati Uniti | 00:36:37 | 01:15:42 | 00:26:37 | 02:20:03 |

### Élite donne
| Pos. | Atleta                    | Paese       | Corsa    | Bici     | Corsa    | Totale   |
| ---- | ------------------------- | ----------- | -------- | -------- | -------- | -------- |
|      | Felicity Sheedy-Ryan      | Australia   | 00:33:31 | 01:11:45 | 00:18:00 | 02:03:57 |
|      | Margarita Garcia Cañellas | Spagna      | 00:34:36 | 01:11:28 | 00:18:21 | 02:05:14 |
|      | Emma Pallant              | Regno Unito | 00:33:30 | 01:13:53 | 00:17:50 | 02:06:12 |
| 4    | Lucie Picard              | Francia     | 00:34:23 | 01:15:32 | 00:17:31 | 02:08:10 |
| 5    | Sandrina Illes            | Austria     | 00:34:04 | 01:15:51 | 00:19:06 | 02:09:52 |
| 6    | Georgina Schwiening       | Regno Unito | 00:34:04 | 01:19:45 | 00:20:49 | 02:15:22 |
| 7    | Sonia Bejarano            | Spagna      | 00:35:35 | 01:20:48 | 00:18:40 | 02:15:53 |
| 8    | Sayu Arizono              | Giappone    | 00:37:10 | 01:23:45 | 00:20:14 | 02:21:57 |

### Junior uomini
| Pos. | Atleta                    | Paese       | Corsa    | Bici     | Corsa    | Totale   |
| ---- | ------------------------- | ----------- | -------- | -------- | -------- | -------- |
|      | Cameron Richardson        | Regno Unito | 00:15:32 | 00:34:14 | 00:08:10 | 00:58:47 |
|      | Jorge Andre Cabrera Silva | Messico     | 00:15:32 | 00:35:12 | 00:07:50 | 00:59:08 |
|      | Thomas Cremers            | Paesi Bassi | 00:15:32 | 00:34:54 | 00:08:04 | 00:59:13 |
| 4    | Aiden Longcroft-Harris    | Canada      | 00:15:32 | 00:35:06 | 00:07:55 | 00:59:15 |
| 5    | Noritake Nagasho          | Giappone    | 00:15:45 | 00:34:59 | 00:08:06 | 00:59:30 |
| 6    | Luke Hanson               | Canada      | 00:15:33 | 00:35:07 | 00:08:31 | 00:59:51 |
| 7    | Duncan Reid               | Stati Uniti | 00:15:52 | 00:34:45 | 00:08:34 | 00:59:53 |
| 8    | Dominik Reich             | Svizzera    | 00:16:41 | 00:34:09 | 00:09:27 | 01:00:55 |
| 9    | Diego A Garcia B          | Messico     | 00:15:31 | 00:38:06 | 00:08:13 | 01:02:32 |
| 10   | Solen Wood                | Canada      | 00:15:32 | 00:38:00 | 00:08:26 | 01:02:36 |
| 11   | Joan Colino Calomarde     | Spagna      | 00:16:40 | 00:38:16 | 00:08:50 | 01:04:32 |
| 12   | Evan Haddock              | Canada      | 00:08:01 | 00:49:31 | 00:10:00 | 01:08:09 |

### Junior donne
| Pos. | Atleta              | Paese     | Corsa    | Bici     | Corsa    | Totale   |
| ---- | ------------------- | --------- | -------- | -------- | -------- | -------- |
|      | Delia Sclabas       | Svizzera  | 00:16:08 | 00:39:40 | 00:08:16 | 01:05:14 |
|      | Desirae Ridenour    | Canada    | 00:17:14 | 00:39:31 | 00:09:33 | 01:06:58 |
|      | Itzel Arroyo Aquino | Messico   | 00:16:22 | 00:41:25 | 00:09:31 | 01:08:05 |
| 4    | Nanami Noguchi      | Giappone  | 00:19:33 | 00:41:47 | 00:10:19 | 01:12:35 |
| 5    | Jasmine Feddema     | Canada    | 00:19:35 | 00:44:22 | 00:10:12 | 01:14:56 |
| 6    | Sarah Gardner       | Australia | 00:22:21 | 00:44:38 | 00:11:35 | 01:19:21 |
| 7    | Mackenzie Penn      | Australia | 00:22:21 | 00:48:18 | 00:12:24 | 01:23:52 |

### Under 23 uomini
| Pos. | Atleta                | Paese       | Corsa    | Bici     | Corsa    | Totale   |
| ---- | --------------------- | ----------- | -------- | -------- | -------- | -------- |
|      | Richard Allen         | Regno Unito | 00:30:56 | 01:07:45 | 00:16:43 | 01:56:08 |
|      | Javier Martin Morales | Spagna      | 00:31:32 | 01:07:06 | 00:17:29 | 01:56:47 |
|      | Adrien Briffod        | Svizzera    | 00:32:00 | 01:06:42 | 00:17:36 | 01:56:59 |
| 4    | Marcello Ugazio       | Italia      | 00:32:32 | 01:06:47 | 00:17:34 | 01:57:35 |
| 5    | Anthony Haynes        | Regno Unito | 00:32:52 | 01:08:02 | 00:18:49 | 02:00:29 |
| 6    | Ryuichiro Misu        | Giappone    | 00:32:32 | 01:14:10 | 00:19:20 | 02:06:50 |
| 7    | Matt Smith            | Australia   | 00:32:25 | 01:13:40 | 00:20:13 | 02:07:27 |
| 8    | Stefan Daniel         | Canada      | 00:30:57 | 01:17:17 | 00:18:49 | 02:07:49 |

### Under 23 donne
| Pos. | Atleta              | Paese       | Corsa    | Bici     | Corsa    | Totale   |
| ---- | ------------------- | ----------- | -------- | -------- | -------- | -------- |
|      | Lucie Picard        | Francia     | 00:34:23 | 01:15:32 | 00:17:31 | 02:08:10 |
|      | Georgina Schwiening | Regno Unito | 00:34:04 | 01:19:45 | 00:20:49 | 02:15:22 |
|      | Sayu Arizono        | Giappone    | 00:37:10 | 01:23:45 | 00:20:14 | 02:21:57 |